# オスカー・ルイス
オスカー・ルイス（Oscar Lewis、出生時の姓はレフコウィッツ (Lefkowitz)、1914年12月25日 - 1970年12月16日）は、アメリカ合衆国の人類学者。

## 経歴
生い立ちと教育
ルイスは、ユダヤ教のラビの息子として、1914年にニューヨークで生まれ、アップステート・ニューヨーク（ニューヨーク州北部）の小さな農場で育った。ニューヨーク市立大学シティカレッジで学び、大学在学中に後に妻となり、また共同研究者でもあったルース・マズロウ (Ruth Maslow) と出会った。1936年に歴史学の学士号を得て同大学を卒業。その後はコロンビア大学の大学院生となったが、大学の歴史学部門の内容に満足できなかった。義理の兄であったアブラハム・マズローの提案を受け、同大学の人類学部門にいたルース・ベネディクトと話す機会を持ったことがきっかけとなり、ルイスは、専攻を人類学に変えた。1940年にコロンビア大学でPh.D.を取得した。白人との接触がブラックフット・インディアンに与えた影響について論じた彼の学位論文は、1942年に出版された。
ルイスは、ニューヨーク市立大学ブルックリン校やセントルイス・ワシントン大学で教鞭をとり、イリノイ大学アーバナ・シャンペーン校における人類学部の創設を支援した。しかし、1970年に、55歳で、心臓疾患のためニューヨークで死去し、クイーンズ区スプリングフィールド・ガーデンズのモンテフィオーレ墓地に埋葬された。

## 研究内容・業績
スラム居住者の生活を生き生きと描いた報告や、何世代にもわたる貧困の文化が国境を越えて行くとした主張によって広く知られている。
ルイスは、文化的相似性は、「共通の問題への共通の適応策 (common adaptations to common problems)」に由来し、「貧困の文化は、階級構造化され、高度に個人主義化された資本主義的社会の中で、貧困階級が、周縁化された彼らの位置付けを受容しつつも抵抗したものでもある (the culture of poverty is both an adaptation and a reaction of the poor classes to their marginal position in a class-stratified, highly individualistic, capitalistic society)」と主張した。ルイスは、著書『ラ・ビーダ : プエルト・リコの一家族の物語 (La Vida; A Puerto Rican Family in the Culture of Poverty)』によって、1967年の全米図書賞科学・哲学・宗教部門を受賞した。

## 家族・親族
- 妻：ルース・マズロウ (Ruth Maslow)は大学の同級生であり、共同研究者であった。
- 義兄：アブラハム・マズロー

## おもな著書
- "High Sierra Country", 1955
- "Village Life in Northern India; Studies in a Delhi village", 1958
- "Five Families; Mexican Case Studies in the Culture of Poverty", 1959
  - 『貧困の文化：メキシコの<五つの家族>』高山智博・染谷臣道・宮本勝 訳、新潮選書、1970年。思索社、1985年。ちくま学芸文庫、2003年。各・改訂
- "Life in a Mexican Village; Tepoztlán restudied", 1960 [first edition 1951]
- The Children of Sanchez, Autobiography of a Mexican Family, 1961
  - 『サンチェスの子供たち：メキシコの一家族の自伝』柴田稔彦・行方昭夫 訳、みすず書房、全2巻 1969年、新版（全1巻）、1986年
- "Pedro Martinez - A Mexican Peasant and His Family", 1964
- "La Vida; A Puerto Rican Family in the Culture of Poverty—San Juan and New York", 1966
  - 『ラ・ビーダ：プエルト・リコの一家族の物語』行方昭夫・上島建吉 訳、みすず書房（全3巻）、1970-71年
- "A Death in the Sánchez Family", 1969
- 『キューバ 革命の時代を生きた四人の男』江口信清訳、明石書店、2007年。親族らとの共著、大著